# خط كاراي

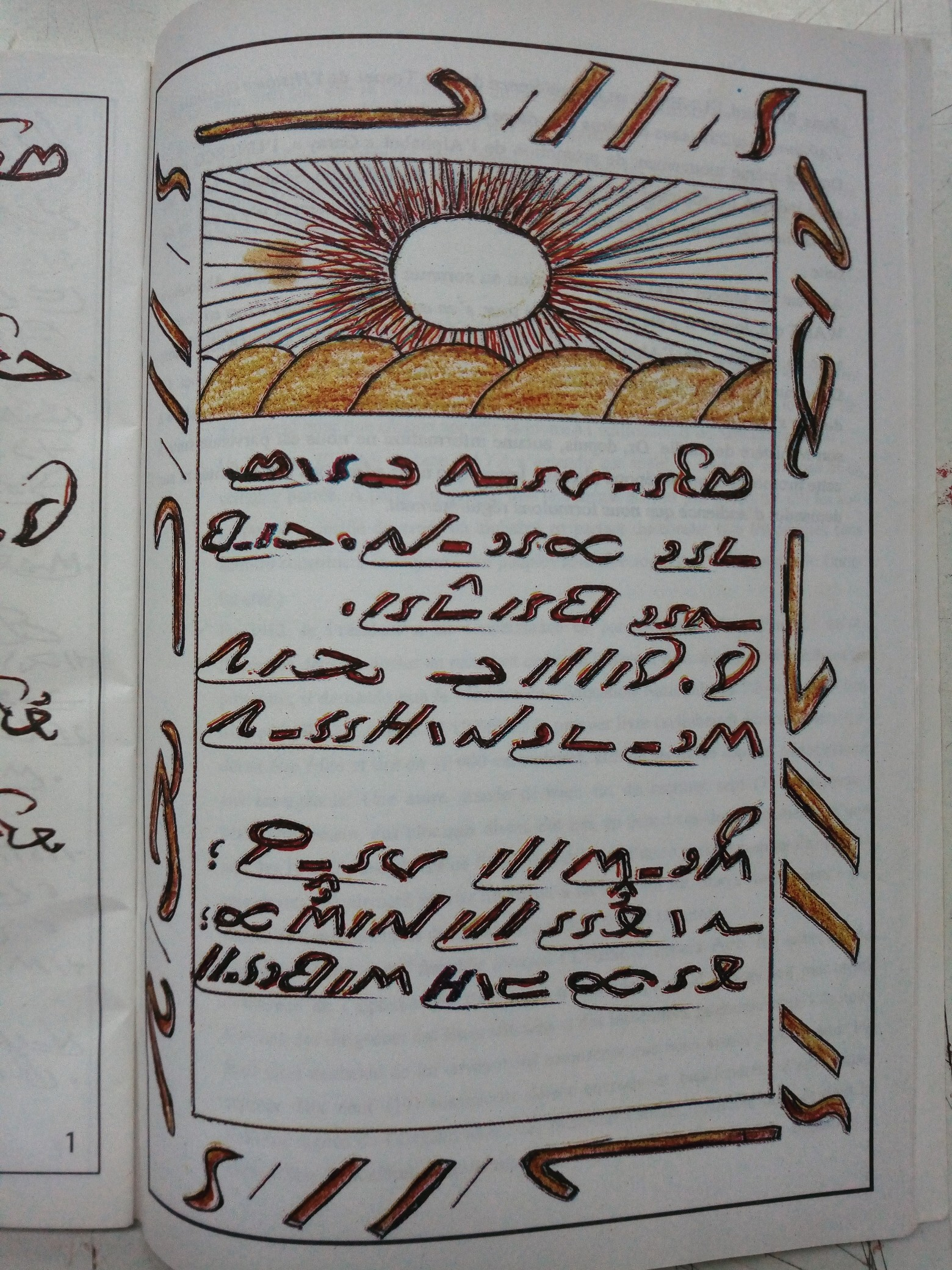

خط كاراي هو حروف لكتابة اللغة الولوفية اخترعها «حسن فاي السنغالي» عام 1961 مشتقة من الحروف العربية وتكتب مثلها من اليمين.